# Texa
Texa és una petita illa deshabitada de les Hèbrides Interiors, situada al nord-oest d'Escòcia. Se troba just al sud de l'illa d'Islay. Ocupa una superfície de 48 ha i el Ceann Garbh és el seu punt més alt amb 48 metres. Hi existeix una població de cabres salvatges i de nútries.